# Cercomacroides
Cercomacroides – rodzaj ptaków z podrodziny chronek (Thamnophilinae) w rodzinie chronkowatych (Thamnophilidae).

## Zasięg występowania
Rodzaj obejmuje obejmujący gatunki występujące w Ameryce Południowej i Centralnej.

## Morfologia
Długość ciała 13,5–15 cm, masa ciała 14–25 g.

## Systematyka
Przed opisaniem rodzaju Cercomacroides przedstawiciele tego rodzaju umieszczani byli w Cercomacra. Przedstawiciele tego rodzaju różnią się od Cercomacra brakiem białych zakończeń sterówek, podstawową barwą płowobrązową lub pomarańczowopłową u samic, gwiżdżącymi pieśniami i niezsynchronizowanymi duetami oraz budową gniazda, które jest głębokie, o kształcie sakiewki i ze skośnym wejściem.

### Etymologia
Cercomacroides: rodzaj Cercomacra P.L. Sclater, 1858 (mrówkowodzik); gr. -οιδης -oidēs „przypominający”.

### Podział systematyczny
Takson wyodrębniony na podstawie analizy filogenetycznej z Cercomacra. Do rodzaju należą następujące gatunki:
- Cercomacroides nigrescens (Cabanis & F. Heine Sr., 1860) – mrówinek czarniawy
- Cercomacroides fuscicauda (J.T. Zimmer, 1931) – mrówinek wąwozowy
- Cercomacroides laeta (Todd, 1920) – mrówinek śniady
- Cercomacroides serva (P.L. Sclater, 1858) – mrówinek czarny
- Cercomacroides parkeri (G.R. Graves, 1997) – mrówinek samotny
- Cercomacroides tyrannina (P.L. Sclater, 1855) – mrówinek ciemny